# Raúl Alfonsín
Raúl Ricardo Alfonsín Foulkes (ur. 12 marca 1927 w Chascomús, zm. 31 marca 2009 w Buenos Aires) – argentyński polityk, prezydent kraju w latach 1983–1989.
Uczęszczał do akademii wojskowej (Liceo Militar) w General San Martín, później studiował prawo na Uniwersytecie Narodowym La Plata, które ukończył w 1950 roku. Wrócił do rodzinnego Chascomús, gdzie założył czasopismo El Imparcial, a także zajmował się lokalną działalnością polityczną. Od 1945 roku był działaczem Radykalnej Unii Obywatelskiej (UCR – Unión Cívica Radical).

W 1963 roku, gdy prezydentem Argentyny został Arturo Umberto Illia, Raúl Alfonsín został wybrany do Kongresu. W 1973 roku bezskutecznie ubiegał się o nominację UCR w wyborach prezydenckich, wygranych ostatecznie przez peronistę Héctora José Cámpora.
W okresie brudnej wojny, który rozpoczął się w 1976 roku po obaleniu peronistów przez juntę dowodzoną przez Jorge Rafaela Videlę, Raúl Alfonsín protestował przeciwko naruszeniom praw człowieka. Jego publikacje prasowe z tego okresu zostały zebrane w książce La cuestión Argentina, wydanej w 1981 roku.
Po porażce Argentyny w wojnie o Falklandy-Malwiny rząd junty stracił poparcie społeczne i pozwolił na zorganizowanie, w 1983 roku, demokratycznych wyborów (pierwszych od 1976 roku), w których Alfonsin, jako kandydat UCR, pokonał konkurującego z nim peronistę z Partii Justycjalistycznej Ítalo Lúdera. Jego prezydentura przypadła na okres wysokiej inflacji, poważnego długu publicznego, sporów pracowniczych, a także problemów związanych z niezadowoleniem w kręgach wojskowych. Aby ustabilizować gospodarkę negocjował pożyczki z Międzynarodowego Funduszu Walutowego, a także wprowadził w życie program ekonomiczny o nazwie Austral plan, który odniósł jednak umiarkowany sukces. Ścigał członków junty oskarżonych o łamanie praw człowieka, doprowadził do procesów sądowych, w których m.in. byli prezydenci Jorge Rafael Videla i Roberto Eduardo Viola zostali skazani na wyroki dożywotniego więzienia. Pod koniec prezydentury (1987–1988), pod wpływem nacisku armii, która odbudowywała swoją pozycję, Augustin ułaskawił część skazanych oficerów, a także zaproponował inwestycje odnawiające wojsko. W okresie swojej prezydentury lansował m.in. projekt przeniesienia stolicy kraju do Viedma w Patagonii, który jednak upadł m.in. z powodu sprzeciwu peronistów.
8 lipca 1989 roku, z powodu nierozwiązanych problemów gospodarczych i społecznych, ustąpił z urzędu prezydenta na 6 miesięcy przed końcem kadencji. Po ustąpieniu z urzędu pozostał aktywistą UCR.